# Paúhoř elektrický
Paúhoř elektrický (Electrophorus electricus; Linnaeus, 1766) je sladkovodní dravá ryba z čeledi paúhořovitých, která obývá povodí řek Amazonky a Orinoka v oblasti Jižní Ameriky. Paúhoř je pro člověka nebezpečný, i když se nejedná o agresivní rybu, jelikož je schopen pomocí zvláštních buněk zvaných elektroplaxy vygenerovat elektrický výboj o napětí až 600 V(podle některých údajů i 860 V) a proudu více než půl ampéru. Takto silné napětí je schopné omráčit i koně. Elektrické napětí používá primárně pro lov potravy v podobě malých rybek, které jeho pomocí omračuje.
Studie z roku 2019 identifikovala paúhoře elektrického jako druhový komplex tří druhů.

## Popis
Paúhoř má podobně jako úhoři dlouhé hadovité tělo, s větší hlavou a tělem postupně se zužujícím k ocasu. Dosahuje velikosti až 2,5 m a hmotnosti až 20 kg. Průměrný věk ve volném prostředí není znám, v zajetí se samci dožívají 10 až 15 let, samice v průměru mezi 12 až 22 roky. Má jen malé oči a velmi slabý zrak. Obývá oblasti převážně s kalnou vodou a tak pro něho zrak není důležitý. K nalezení kořisti využívá elektrické výboje, které vytváří zvláštním orgánem umístěným v ocasu.
Paúhoř elektrický má zpravidla olivově hnědou barvu těla se žlutými skvrnami. Ve přední části hlavy se nacházejí ústa, která jsou bez zubů. Za hlavou je pak na každé straně jedna malá ploutev. Po většině délky těla se táhne protáhlá řitní ploutev, která sahá až na konec ocasu. Na těle se nenachází žádná hřbetní ploutev a ani párové břišní ploutve.

### Elektrické orgány

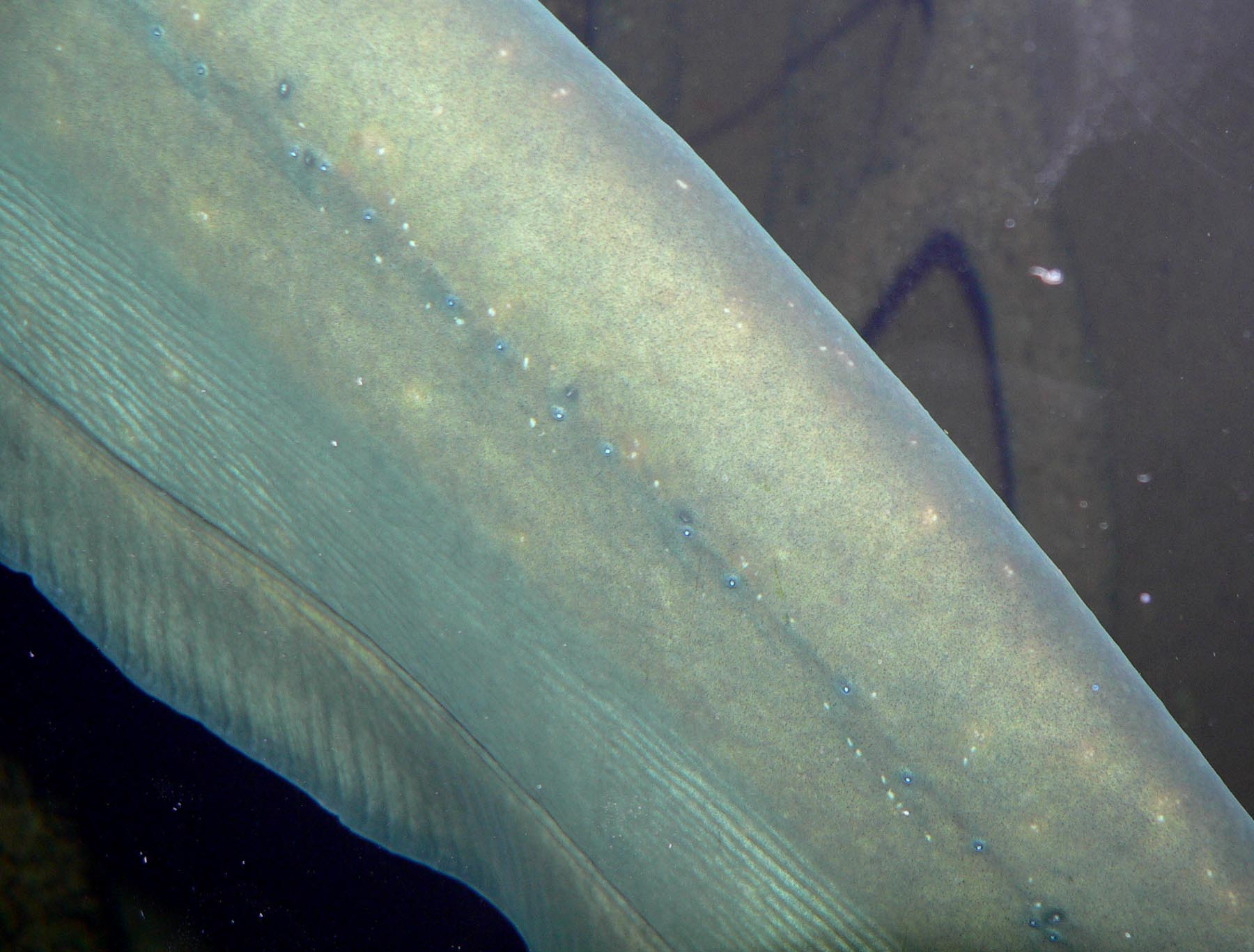
Detailní pohled na povrch těla paúhoře

Elektrický orgán je tvořen zploštělými elektrocyty, jejichž počet se pohybuje ve stovkách tisíc, které jsou propojeny do jednotlivých řad. Paúhoř dokáže vyprodukovat dva druhy elektrického výboje pomocí orgánů, které vznikly během myogeneze. Sachsův svazek produkuje malé napětí, dosahující přibližně 10 V s frekvencí do 25 Hz. Napětí, které produkuje Hunterův orgán, je asi padesátkrát větší s frekvencí několika stovek Hz. U jedince o délce 1 m byl zaznamenán výboj o napětí 500 V, což paúhoře řadí mezi druhy nebezpečné i pro člověka. Nízké napětí je spojováno s elektrolokací, zatímco velké výboje byly zaznamenány během lovu.
K vývoji elektrických orgánů dochází již krátce po narození. Bylo prokázáno, že Sachsův svazek, zajišťující orientaci, se vyvíjí již u 15 mm velkých jedinců. Orgány pro silné elektrické výboje se vyvíjí až od velikosti přibližně 40 mm. Podle pozorování se často juvenilní jedinci pohybují okolo hlavy rodiče, což pravděpodobně zajišťuje rozvoj orgánů zajišťujících orientaci.

### Chování
Jedná se o neútočný druh, který bez vyprovokování neútočí na jiné ryby vyjma kořisti. V případě, že je ale predátory nebo člověkem ohrožen, generuje jeho zvláštní elektrický Hunterův orgán silný elektrický výboj, který může útočníka omráčit či usmrtit. Pro průzkum okolí a detekování kořisti využívá Sachsův svazek, který generuje menší napětí, čehož využívá během své noční aktivity a životu v kalné vodě. V případě, že je paúhoř nucen vytvořit elektrický výboj narovná se po celé délce těla, což mu umožňuje vytvořit silnější výboj. Během výboje se pozitivní náboj nachází v oblasti za hlavou paúhoře a negativní na konci ocasu. V případě, že využívá elektrického výboje k detekci kořisti, je orientace napětí obrácená. Záporná je pak za hlavou a kladná v ocasu. Aby byl paúhoř schopen takto hledat kořist, musí ovládat plavání i pozpátku. Z pozorování paúhoře bylo zjištěno, že je schopen ve vodě detekovat jak uzavřený tak i otevřený elektrický obvod a současně, že je velice citlivý na změnu vodivosti vody.. Paúhoř elektrický je samotář, který vyhledává společnost jedinců stejného druhu jen v době rozmnožování.[zdroj⁠?!]

### Komunikace
Sachsův svazek generující slabé napětí je taktéž využíván k druhové komunikaci, kdy jednotliví paúhoři jsou schopni se jeho pomocí dorozumívat. Současně slouží při výběru potenciálního partnera k rozmnožování. Během experimentů vědci objevili, že paúhoř má dobře vyvinutý smysl pro melodické zvuky jako např. hudbu.
Malé výboje určené pro orientaci a pro komunikaci jsou zpětně zachycovány speciálně uzpůsobenými elektrickými senzory na celém povrchu těla paúhoře. Samci produkují časté silné signály, samice naproti tomu jen krátkodobé.

## Rozšíření
Paúhoř elektrický obývá sladkovodní toky s kalnou vodou v severní oblasti Jižní Ameriky, převážně střední a dolní toky řeky Amazonky a Orinoka. Vyjma těchto řek je možné se s ním setkat i v přilehlých navazujících řekách, příležitostně bažinách, ústí řek do oceánu, potocích atd. Obývá tropické vody, kde dosahuje teplota 23 °C až 28 °C. Žije u dna toků ve stinných hlubokých oblastech, kde vyhledává bahnité podloží, ve kterém leží a kde vyhledává svoji kořist. Od dna musí často vyplouvat na povrch vodní hladiny, aby se nadechl, jelikož se jedná o živočicha, který k dýchání potřebuje atmosférický kyslík. Až 80 % potřebného kyslíku získává v době vynoření a nádechu, není jako ostatní ryby přizpůsoben k neustálému pobytu pod vodní hladinou. Na druhou stranu možnost přijímání atmosférického kyslíku umožňuje paúhořovi obývat i oblasti s velmi nízkou koncentrací kyslíku ve vodě.

## Rozmnožování

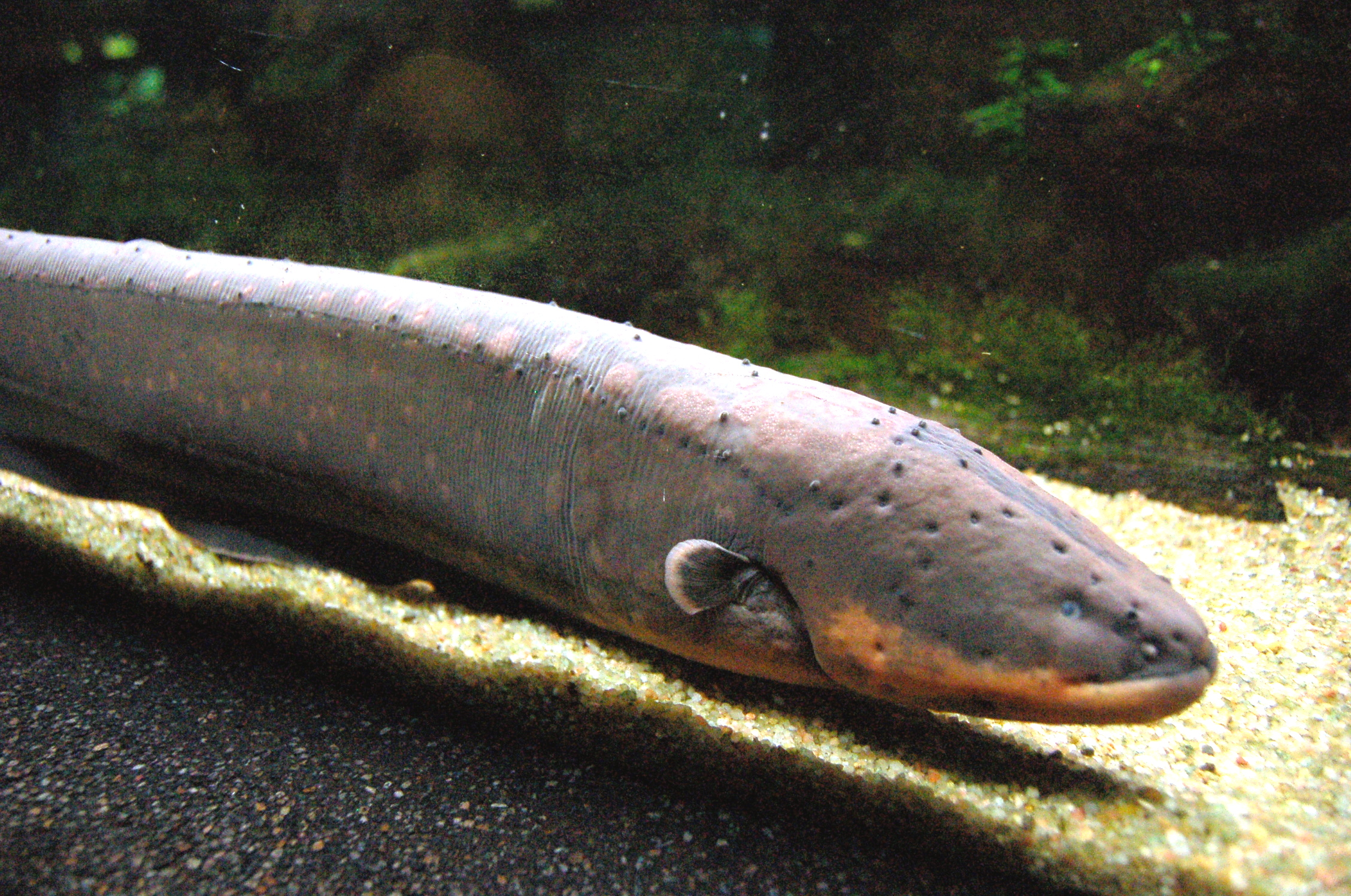
Detail hlavy s malou ploutví těsně za ní a zbytek protáhlého těla

Rozmnožování nastává v období sucha, kdy samci paúhoře vybudují ze slin dobře schované hnízdo, do kterého následně samička naklade v průměru 17 000 vajíček během několika dní. Z nich se později v průměru vylíhne 1200 embryí. Samci po nakladení vajíček zůstávají v jeho blízkosti a snaží se ho bránit před případnými predátory.

## Potrava
Paúhoř je dravá ryba, která loví v noci, kdy je i nejvíce aktivní. Larvy paúhoře se živí bezobratlými živočichy či hmyzem, dospělí jedinci pak loví malé ryby a savce, kteří se ve vodě vyskytují.

### Predátoři
Pro svoji schopnost vytvořit silný elektrický výboj nemá paúhoř významnější predátory. Jeho výboj může dosahovat napětí až 650 V, které je pro většinu potenciálních predátorů smrtelné.

### Technika lovu
Paúhoř elektrický vyhledává svoji potravu v kalné vodě nikoliv za pomoci zraku, ale díky elektrickým pulzům, které vysílá do svého okolí. Pokud se mu podaří lokalizovat potenciální kořist, vyšle okolo 700 000 sériově zapojených elektroplaxů do okolí elektrický pulz o napětí dosahující 600 V, který je schopen kořist paralyzovat či rovnou usmrtit v závislosti na vzdálenosti kořisti od paúhoře. Znehybněnou kořist následně paúhoř pozře.

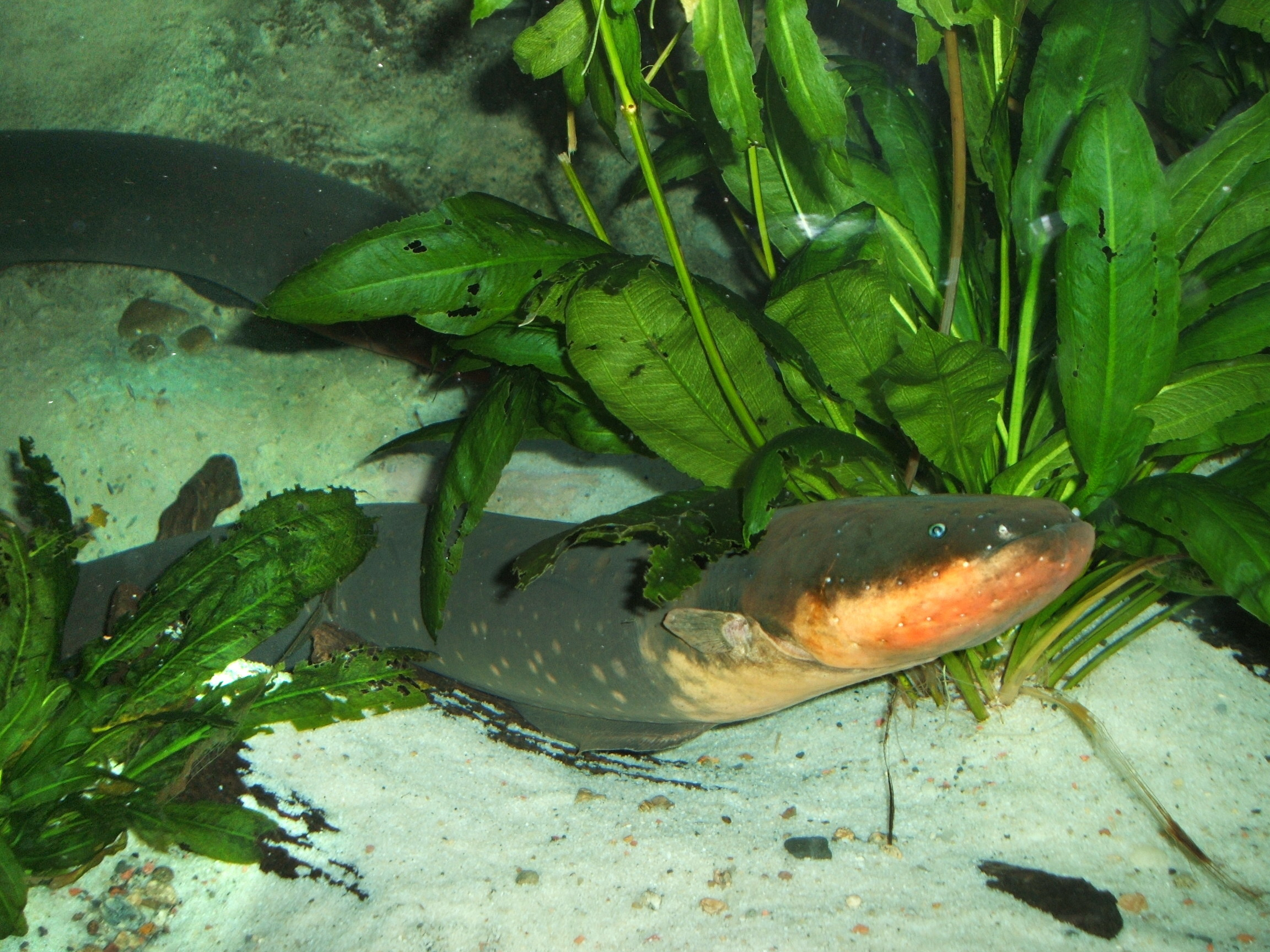
Paúhoř chovaný v zajetí

Elektrický pulz za normálních okolností není schopen usmrtit paúhoře, jelikož je před jeho účinky chráněn silnou kůží fungující jako izolant, ale také vlivem rozmístění elektroplaxů po těle, které jsou situovány do řad o maximálním počtu 5000 až 6000. Každý řádek tak generuje jen nízké napětí, které paúhořovi neublíží. Ovšem v případě, že by byl paúhoř zraněný a měl poraněnou kůži, může elektrickým pulzem usmrtit i sám sebe.

## Hospodářský význam
Paúhoř elektrický má jen minimální hospodářský význam pro lidskou společnost. V oblasti Amazónie je příležitostně konzumován domorodci, ale jeho rybolov není široce rozšířen. Paúhoř může být nebezpečný až osm hodin po usmrcení, jelikož jeho tělo je stále schopné konzumentovi udělit elektrický šok. V některých případech je chován pro akvarijní účely. Mezi vědci se paúhoř těší značné oblibě, jeho schopnost generovat elektrické napětí bylo předmětem již několika studií. První studie pochází již z roku 1729, kdy se paúhoři zabýval Francouz J. Richter.